# Eric Hill (illustrateur)
Pour les articles homonymes, voir Eric Hill.
 
Eric Hill (7 septembre 1927 - 6 juin 2014) est un auteur et illustrateur anglais de livres pour enfants. Il est surtout connu pour son personnage de chiot nommé Spot. Ses travaux ont été largement salués pour contribuer à l'initiation des enfants à la lecture.

## Biographie
Hill naît le 7 septembre 1927 à Holloway, Londres, mais est évacué vers la campagne pendant la Seconde Guerre mondiale. Il quitte l'école à 14 ans et travaille d'abord comme garçon de courses dans un studio d'illustration où on l'encourage à dessiner des strips et des bandes dessinées pendant son temps libre. Après son service national, il réalise des croquis pour des magazines, puis travaille comme designer et illustrateur indépendant dans la publicité,.
En 1983, il déménage avec sa famille à Tucson en Arizona, puis dans un ranch en Californie,. Il apparaît dans un épisode de  Mister Rogers' Neighborhood où il discute avec Fred Rogers de la réalisation d'une page d'un livre Spot .
Il est nommé Officier de l'Empire britannique (OBE) lors de la cérémonie de 2008 pour sa contribution à l'alphabétisation des enfants. Hill meurt le 6 juin 2014, à son domicile en Californie à l'âge de 86 ans.
Lui et sa seconde épouse Gillian ont eu deux enfants, Christopher et Jane.

## Spot le chien

### Où est Spot?
En 1976, Hill crée l'histoire d'un chien nommé Spot pour son fils Christopher. Dans ce premier livre, la chienne Sally cherche son chiot Spot qui se cache derrière de petits rabats pouvant être soulevés par les enfants, constituant une forme basique de livre animé. Hill déclare qu'il a imaginé ce mécanisme en voyant son fils Christopher passionné par la manipulation de bouts de papier et qu'il visait à reconnaître « que les jeunes enfants sont bien plus intelligents que ce que de nombreux adultes leur attribuent », et à les inviter à expérimenter « des idées qui étaient juste en dehors de leur expérience mais qui étaient suffisamment simples pour être comprises ».
Après qu'un ami lui a présenté un agent littéraire, son premier livre Where's Spot ? est publié en 1980 par Frederick Warne & Co et devient rapidement populaire.
Dès 1981, son livre est adapté en français par Nathan sous le titre Où est Spot, mon petit chien ? Le nom de la série repose sur un jeu de mots intraduisible en français, "Spot the Dog" signifiant à la fois "Spot le chien" et "repère le chien".

### La série Spot
Après son premier livre, Hill réalise ensuite une série de livres similaires et ajoute progressivement de nouveaux personnages : Sam, le père de Spot, Lucy, sa petite sœur, et de nombreux amis tous sous les traits d'animaux sympathiques. Tous les livres reposent sur des mécanismes simples : rabats à soulever ou matériaux à caresser. Tous les livres originaux ont été adaptés en français par Nathan. Pour l'anecdote, le premier livre est le seul dont le personnage principal n'est pas Spot, mais sa mère Sally.
- Where's Spot? (1980), adapté en Où est Spot, mon petit chien ? (1981)
- Spot's First Walk (1981), adapté en La Première Promenade de Spot
- Spot's Birthday Party (1982), adapté en L'anniversaire de Spot
- Spot Goes to School (1984), adapté en Spot va a l'école
- Spot Goes on Holiday (1985), adapté en Spot à la plage
- Spot Goes to the Farm (1987), adapté en Spot à la ferme
- Spot's First Easter (1988)
- Spot's Goes to a Party (1992), adapté en Spot est invité
- Spot Visits his Grandparents

## Postérité

### Succès international
On estime que ses livres se sont vendus à plus de 60 millions d'exemplaires et ont été adaptés en 60 langues dans le monde.
Ils ont également donné lieu à une série de dessins animés pour la télévision et de nombreux produits dérivés, : livres d'autocollants, peluches, figurines en bois, etc.

### Dessins animés
Trois séries de dessins animés de Spot ont été diffusés par la BBC, sous la forme de treize épisodes de cinq minutes environ : The Adventures of Spot, 1ère série (1987), The Adventures of Spot, 2e série (1993) et Spot's Musical Adventures (2000), la dernière commençant par des courtes comptines. Deux autres séries intitulées It's Fun to Learn with Spot ont été produites par Abbey Home Media (en) sous le label Tempo Pre-School, pour une diffusion directe en cassettes VHS, en 1990 et 1994, chacune comportant quatre épisodes de quinze minutes.
Guru Studio a annoncé en 2024 avoir acquis les droits pour produire de nouvelles aventures animées de Spot.

### Cédéroms
Deux cédéroms ludo-éducatifs de Spot ont été publiés : Spot's Busy Day (1999) par Europress (en) et Spot and His Friends (2000) par Hasbro Interactive, tous deux pour Windows 95 et Mac.